# Peperomia verediana
Peperomia verediana är en pepparväxtart som beskrevs av William Trelease. Peperomia verediana ingår i släktet peperomior, och familjen pepparväxter. Inga underarter finns listade i Catalogue of Life.